# 끌

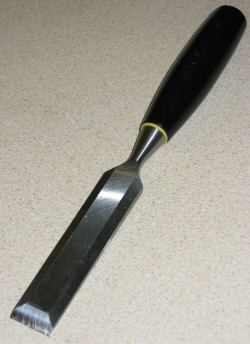
강철제 끌

끌(chisel)은 망치로 때려서 재료를 긁어내거나 잘라내는 공구이다. 끌은 단단한 재료(예: 나무, 돌 또는 금속)를 조각하거나 절단하기 위해 칼날 끝에 특징적인 모양의 절단 모서리가 있는 쐐기형 수공구이다. 이 도구는 손으로 사용하거나 망치로 두드리거나 기계적인 힘으로 가할 수 있다. 일부 유형의 끌의 손잡이와 칼날은 날카로운 모서리가 있는 금속이나 나무로 만들어진다.
끌의 사용에는 칼날을 일부 재료에 강제로 밀어 넣어 절단하는 작업이 포함된다. 추진력은 손으로 밀거나 망치를 사용하여 가할 수 있다. 산업용에서는 유압 램이나 낙하추('트립 해머')를 사용하여 재료에 끌을 박을 수 있다.
가우즈(gouge)는 재료에서 작은 조각을 조각하는 역할을 하는 끌의 일종이다. 특히 목공, 목공 및 조각 분야에서 그렇다. 가우즈는 가장 자주 오목한 표면을 생성하며 U자형 단면을 갖는다.

## 외날구조
일반적인 끌은 한쪽 면만 떼어 내거나 갈아서 만든 날을 보여주는 외날구조이다.
|      |
| 예시 |